# Uropterygius wheeleri
Uropterygius wheeleri es una especie de pez de la familia de los morénidas en el orden de los Anguilliformes.

## Morfología
Los machos pueden llegar a alcanzar los 54 cm de longitud total

## Distribución geográfica
Se encuentra en Cabo Verde, Senegal y las islas del Golfo de Biafra.